# Brilliant (Alabama)
Brilliant – miasto w Stanach Zjednoczonych, w stanie Alabama, w hrabstwie Marion. W roku 2023 miasto zamieszkiwało 830 osób, a gęstość zaludnienia wynosiła 93,3 osoby/km².